# Evangelische Kirche (Bermoll)

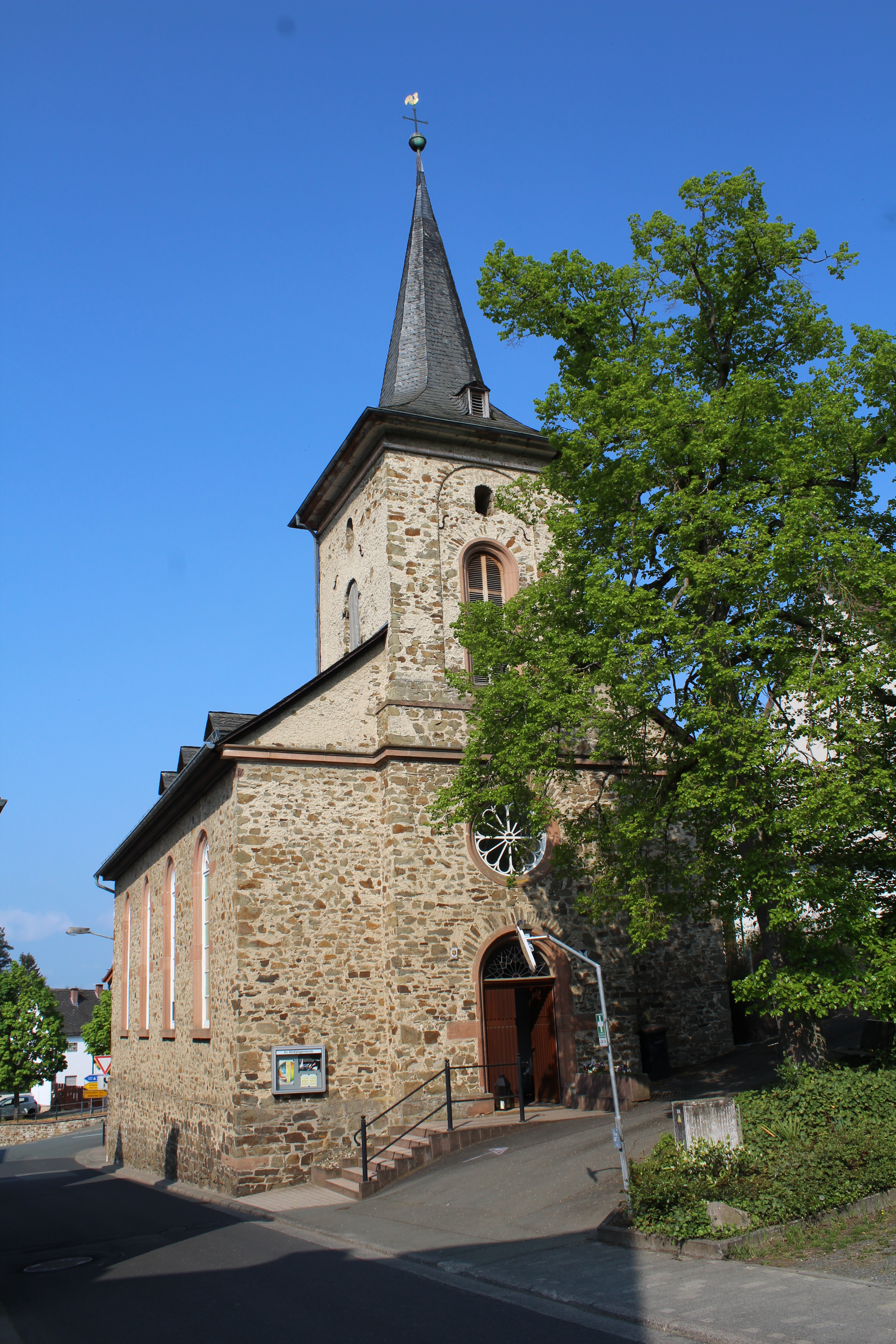
Evangelische Kirche Bermoll

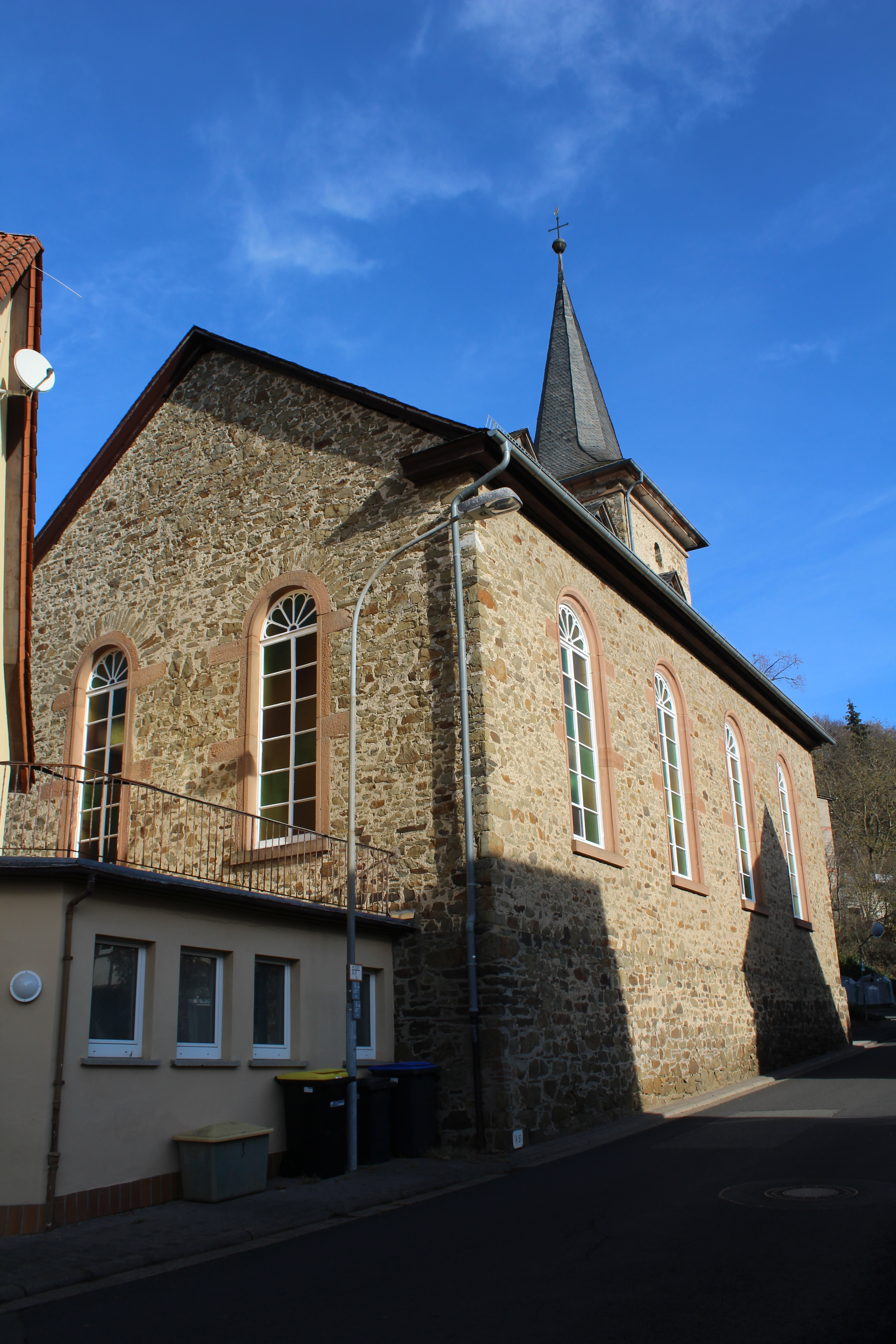
Ansicht von Südwesten

Die Evangelische Kirche in Bermoll, einem Stadtteil von Aßlar im Lahn-Dill-Kreis in Mittelhessen, ist eine klassizistische Saalkirche aus dem Jahr 1847. Diese ist mit Westturm und Rundbogenfenstern aufgrund ihrer geschichtlichen, künstlerischen und städtebaulichen Bedeutung hessisches Kulturdenkmal.

## Geschichte
In kirchlicher Hinsicht gehörte Bermoll im Mittelalter zum Archipresbyterat Wetzlar im Archidiakonat St. Lubentius Dietkirchen in der Erzdiözese Trier. Im Jahr 1411 umfasste die Pfarrei Altenkirchen elf namentlich nicht genannte Orte. Bei der Teilung des Solmser Grafengeschlechts in den Jahren 1432 und 1436 fiel Bermoll dem Grafen Johann V. von Solms-Lich zu.
Die Reformation wurde im Solmser Gebiet im zweiten Viertel des 16. Jahrhunderts eingeführt. 1606 wechselte die Kirchengemeinde zum reformierten Bekenntnis und kehrte 1624 zum lutherischen zurück. 1618 umfasste die Pfarrei Altenkirchen die Orte Ahrdt, Bellersdorf, Bermoll, Mudersbach und Oberlemp. Die Filialorte Bermoll, Mudersbach und Oberlemp besaßen Kapellen. Abicht berichtet über diese Zeit: „In der Regel gehen die Bewohner dieser Dörfer nach Altenkirchen in die Kirche, und in den Filialkirchen wird jährlich nur einigemal Gottesdienst gehalten.“
Eine Vorgängerkapelle war auf dem Justeplatz errichtet. Die heutige Kirche wurde in den Jahren 1846–1847 nach Plänen des Kreisbaumeisters Friedrich Wagenführ in Wetzlar von dem Maurermeister Konrad Algeier aus Blasbach errichtet und konnte an Weihnachten 1847 feierlich eingeweiht werden.
1836 war eine Glocke vorhanden. Sie wurde im Ersten Weltkrieg abgeliefert. Die heutige Glocke wurde 1879 von Rincker gegossen (Durchmesser 0,60 Meter).
Bis Ende 2018 gehörte die evangelische Kirchengemeinde Altenkirchen zum Kirchenkreis Braunfels, der 2019 in den Evangelischen Kirchenkreis an Lahn und Dill in der Evangelischen Kirche im Rheinland aufging.

## Architektur

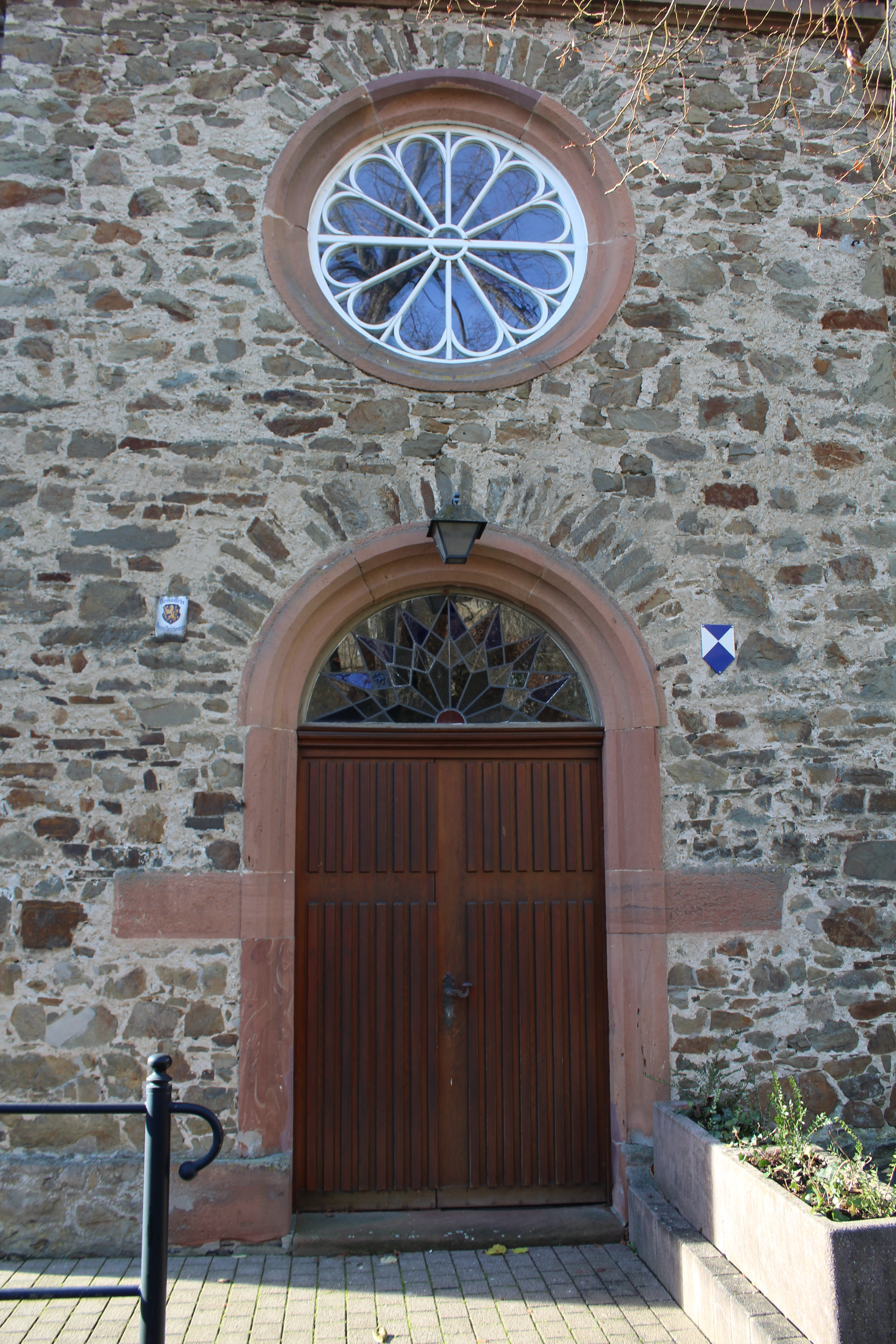
Ostportal

Die im Ortszentrum an der Kreuzung von Hohensolmser Straße und Goldbergstraße gelegene Kirche ist nicht geostet, sondern entsprechend dem Straßenverlauf nach West-Nordwest ausgerichtet.
Das Gebäude ist aus unverputztem Bruchsteinmauerwerk errichtet und wird von einem verschieferten Satteldach bedeckt, dem an der Südseite drei kleine Gauben aufgesetzt sind. Der mittig eingestellte Frontturm im Osten tritt risalitartig hervor und wird von zwei Treppenhäusern flankiert. In Traufhöhe der Längsseiten gliedert ein Gesims an der Ostseite die beiden massiv aufgemauerten Turmgeschosse. Im Untergeschoss sind möglicherweise Reste des Vorgängerbaus integriert.
Die Kirche wird durch ein rundbogiges Ostportal im Turm mit profiliertem Gewände aus rotem Sandstein erschlossen. Die zweiflügelige Tür hat im Rundbogen ein Bleiglasfenster. Über dem Portal ist eine Fensterrose eingelassen. Das Obergeschoss des Turmes hat rundbogige Schallöffnungen für das Geläut; nur im Osten findet sich ein profiliertes Sandsteingewände. Unterhalb der Traufe gibt es zudem noch kleine Rundbogenöffnungen. Dem verschieferten oktogonalen Spitzhelm sind ein Turmknauf, ein Kreuz und ein Wetterhahn aufgesetzt.
Das Innere wird durch Rundbogenfenster mit Sprossengliederung in symmetrischer Anordnung belichtet. Zur Straßenseite im Süden sind vier Fenster eingelassen, drei in der nördlichen Längsseite und zwei Fenster im Westen. Die Turmseite ist fensterlos.

## Ausstattung

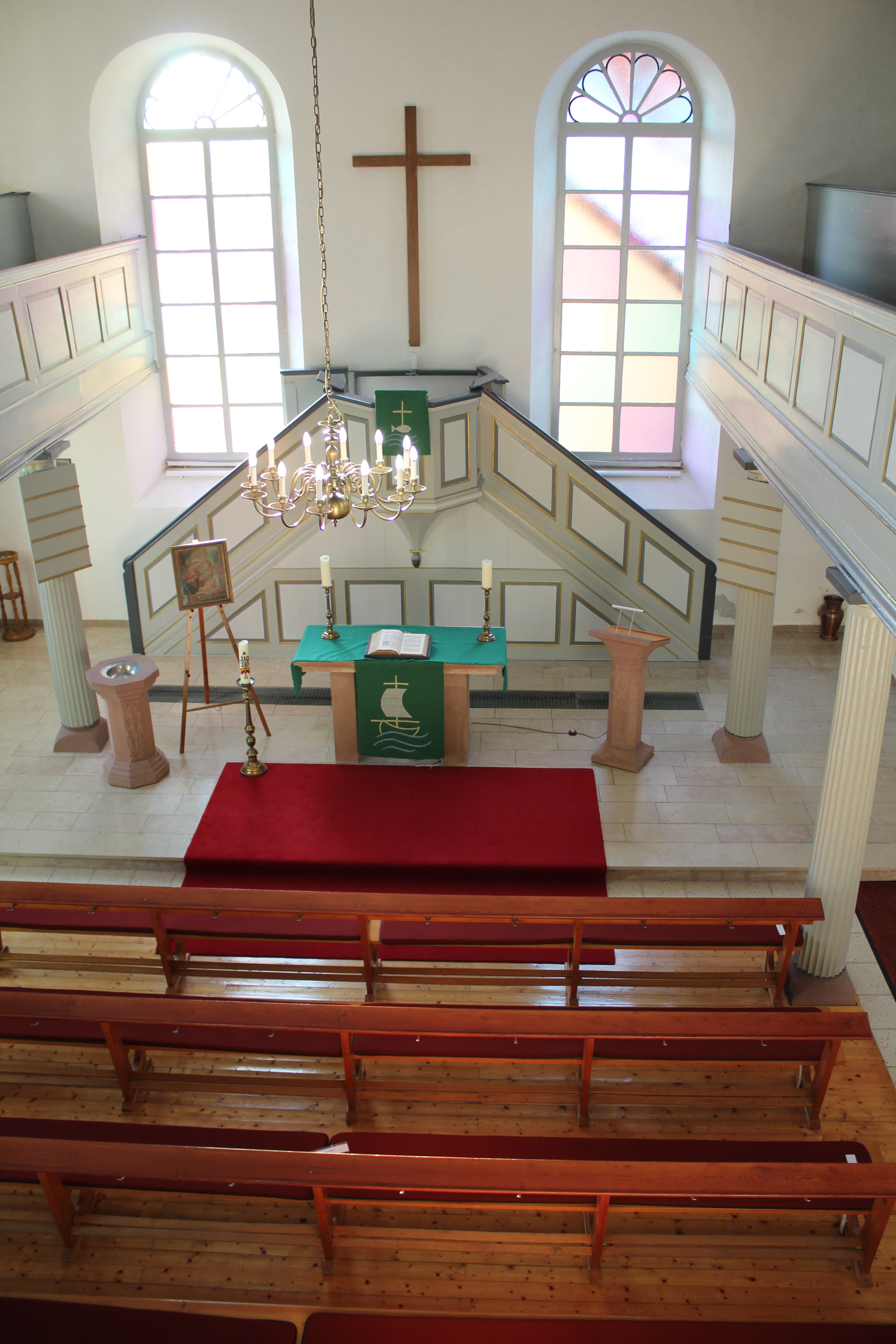
Blick in den Innenraum

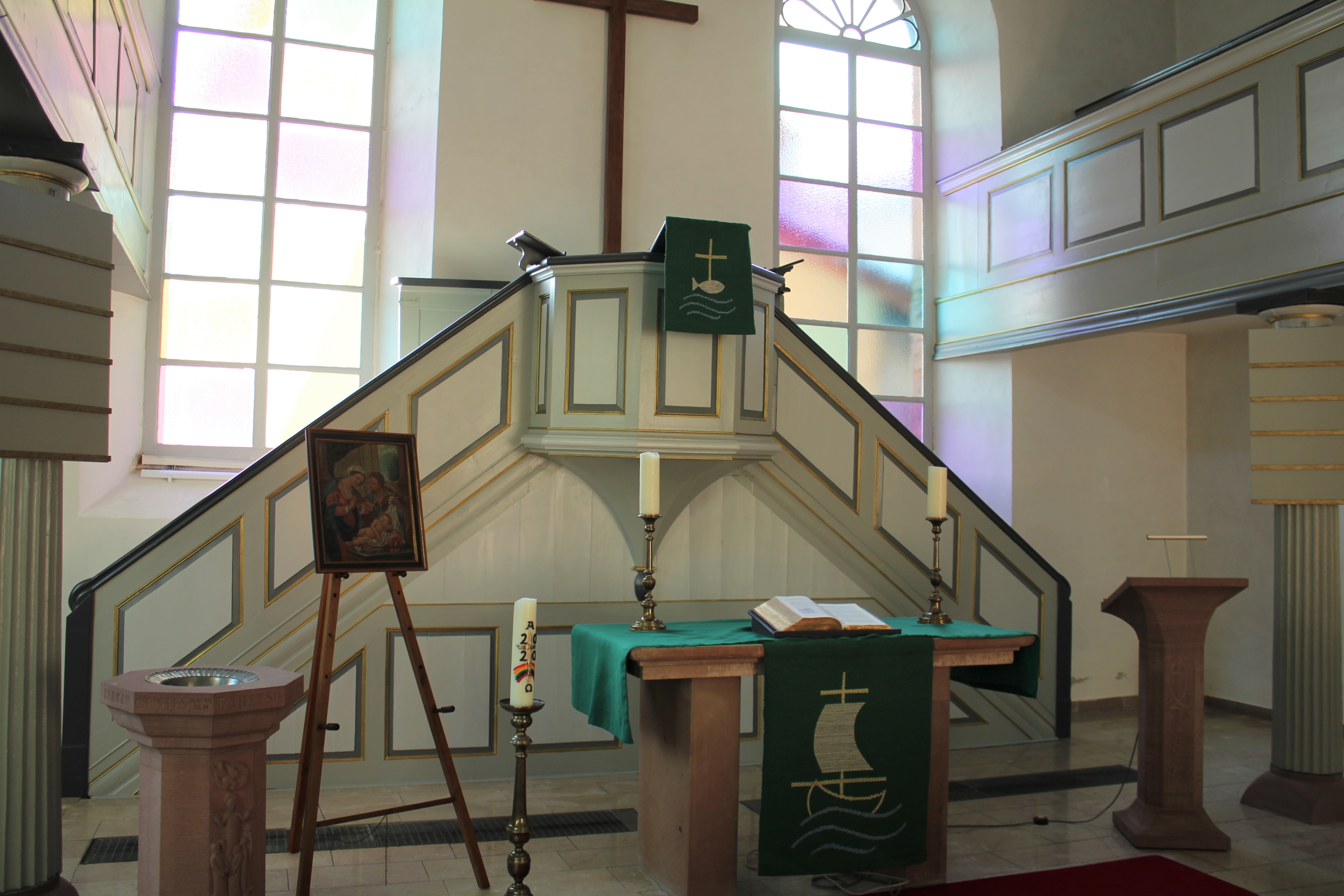
Liturgischer Bereich

Der schlicht ausgestattete Innenraum wird von einer Flachdecke abgeschlossen und ist ebenfalls streng symmetrisch gestaltet. Der liturgische Bereich im Süden ist gegenüber dem Schiff um eine Stufe erhöht.
Das Innere wird durch die dreiseitig umlaufende, hölzerne Empore in grauer Fassung beherrscht, die bis an die Westwand reicht. Sie wird von zehn kannelierten, dorischen Holzsäulen getragen. Die Brüstung hat querrechteckige kassettierte Füllungen in Gelb-Grau. Auf der Ostempore ist mittig die kleine Orgel aufgestellt.
Der Altar mit überstehender Platte wird links von einem Taufbecken und rechts von einem schmalen Ambo flankiert. Alle drei Ausstattungsstücke wurden bei der letzten Innenrenovierung aus rotem Sandstein gefertigt. Nur die alte Mensaplatte wurde übernommen. An der westlichen Stirnwand ist die bauzeitliche Kanzel aufgestellt, über der ein großes Kreuz angebracht ist. Die Kanzel hat zwei Treppenaufgänge mit Brüstungen, die farblich der Empore entsprechen. Das holzsichtige Kirchengestühl über einem Dielenboden bildet zwischen den Emporen einen Mittelblock und ersetzt das frühere Gestühl. Nur auf der Empore stehen noch einige alte Kirchenbänke.

## Orgel

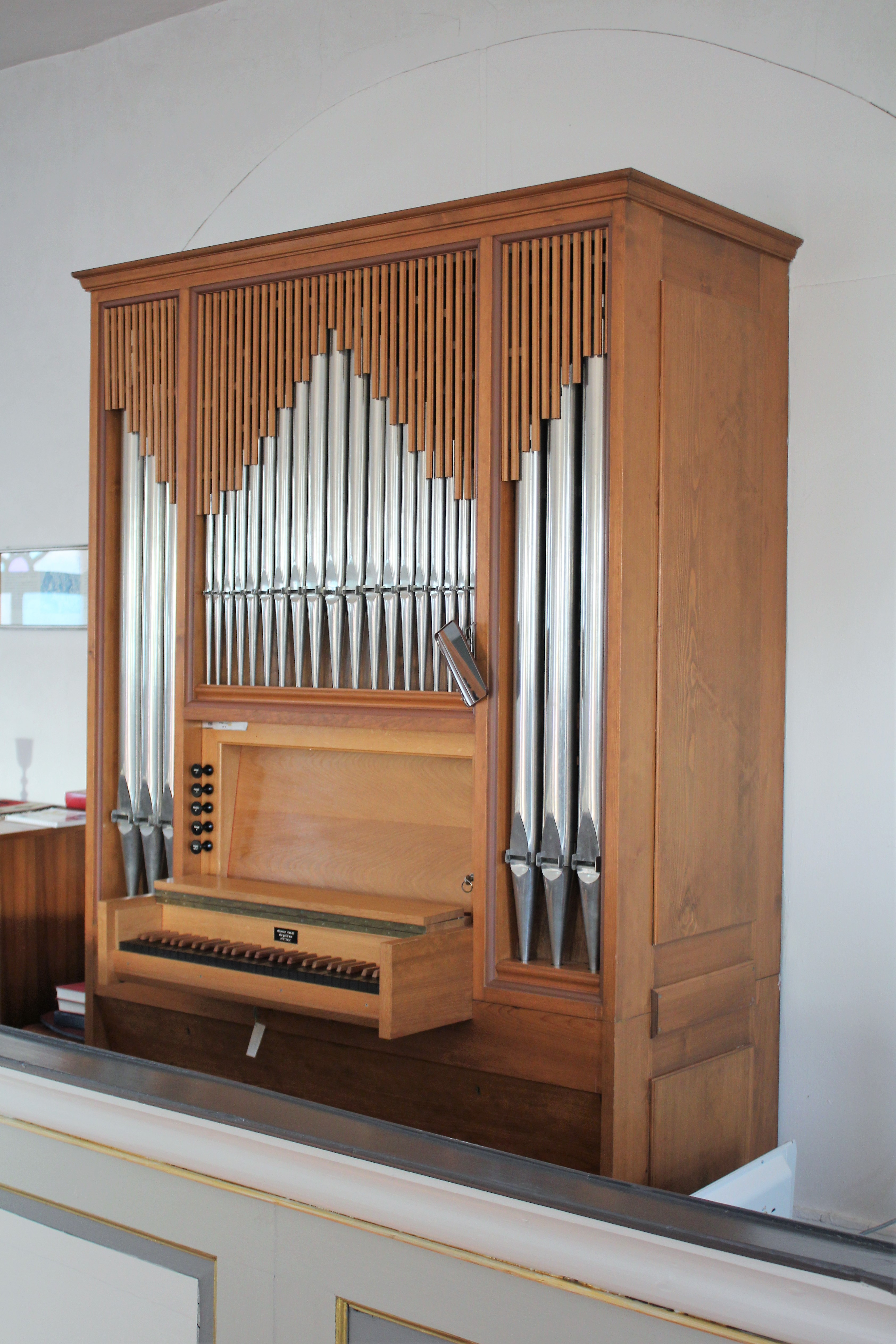
Hardt-Orgel von 1978

Das Orgelpositiv wurde im Jahr 1978 von Günter Hardt gebaut. Es verfügt über fünf Register auf einem Manual und ein angehängtes Pedal. Die Disposition lautet wie folgt:
| I Manual C–g3 |            |
| Gedackt       | 8′         |
| Prinzipal     | 4′         |
| Rohrflöte     | 4′         |
| Prinzipal     | 2′         |
| Larigott II   | 1 ⁄3′ + 1′ |

| Pedal C–f1 |
| angehängt  |

- Koppel: I/P